# رآکتور بستر شناور

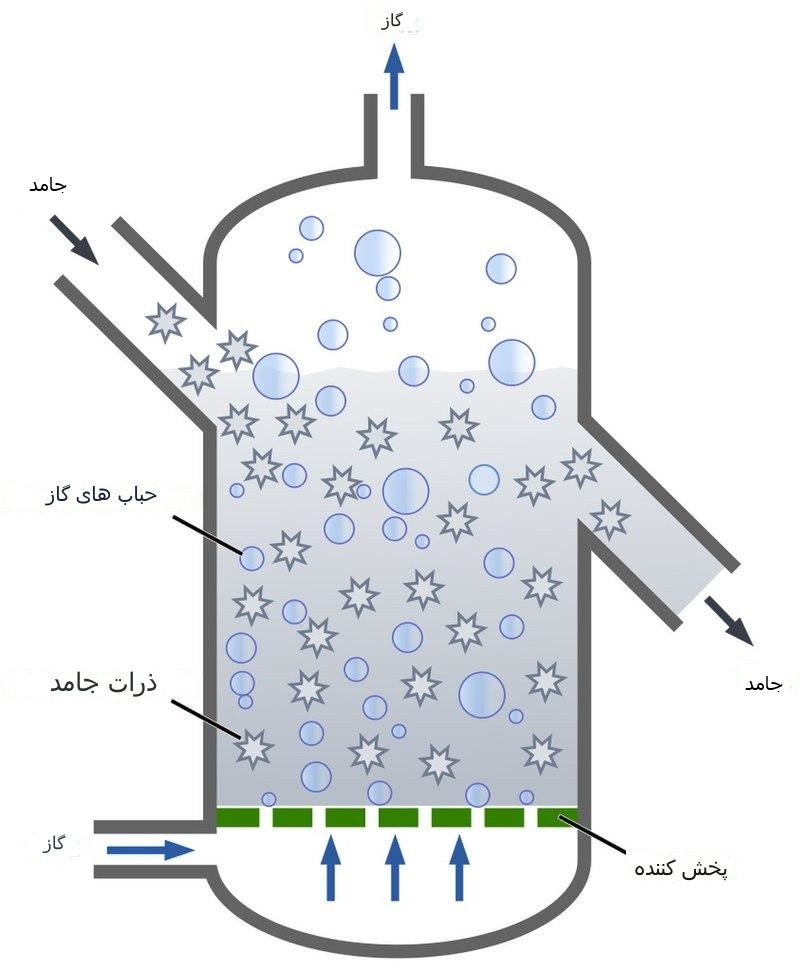
طرح کلی راکتور

این رآکتور از سه بخش توزیع کننده هوا، ورودی گاز و بستر سیال مواد شناور جامد تشکیل شده‌است.
دراین رآکتور اختلاط به‌طور منظم در کلیه نقاط رآکتور انجام می‌شود و پروفایل دما در طول رآکتور ثابت است.